# Croix de Magellan

La Croix de Magellan (en anglais : Magellan's Cross) est une croix chrétienne en bois érigée par les explorateurs portugais et espagnols à leur arrivée sur l'île de Cebu (actuelles Philippines), comme le souhaitait Fernand de Magellan, le 21 avril 1521. Elle est protégée par une chapelle, jouxtant la basilique de l'Enfant Saint à Cebu.

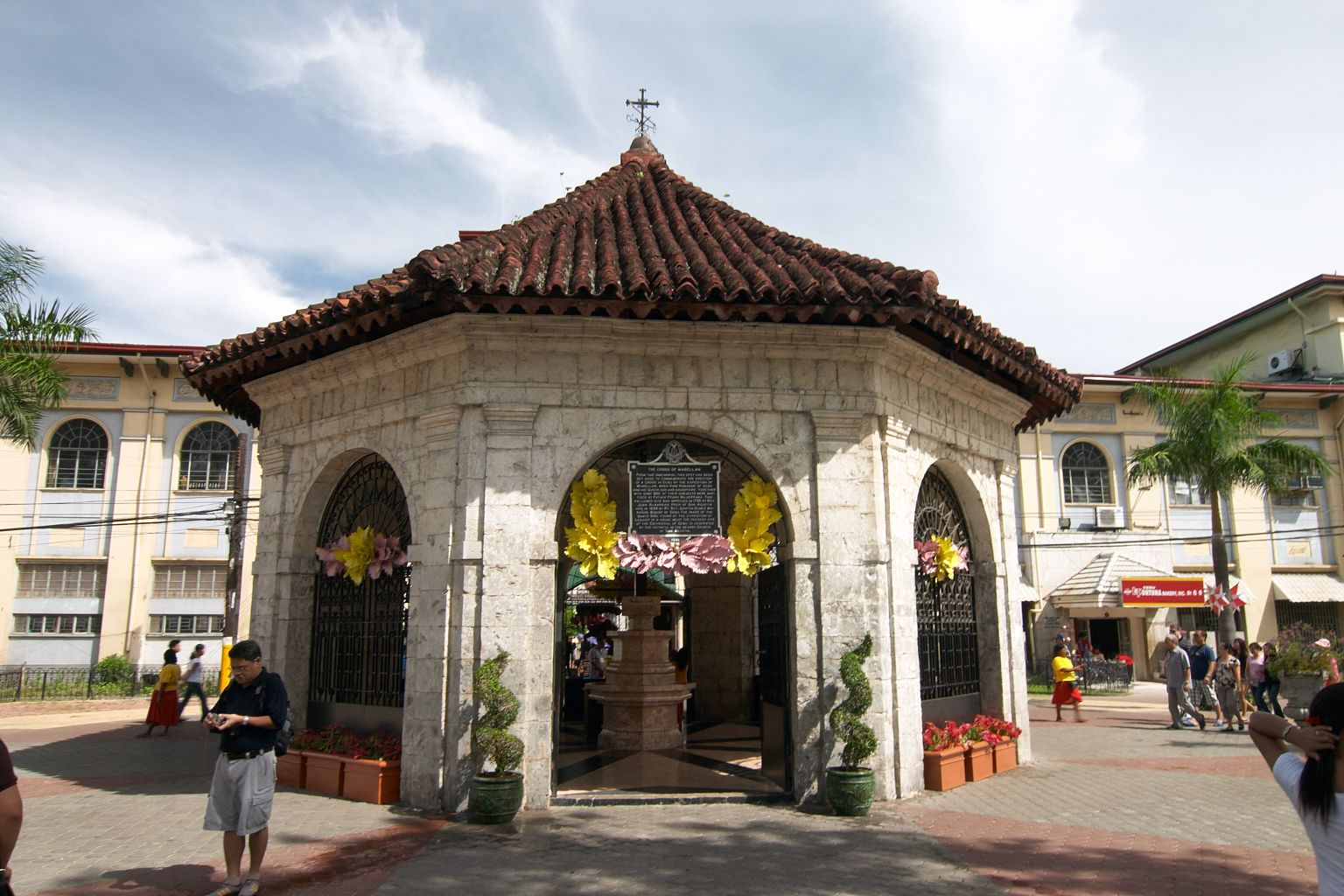
La chapelle abritant la croix.
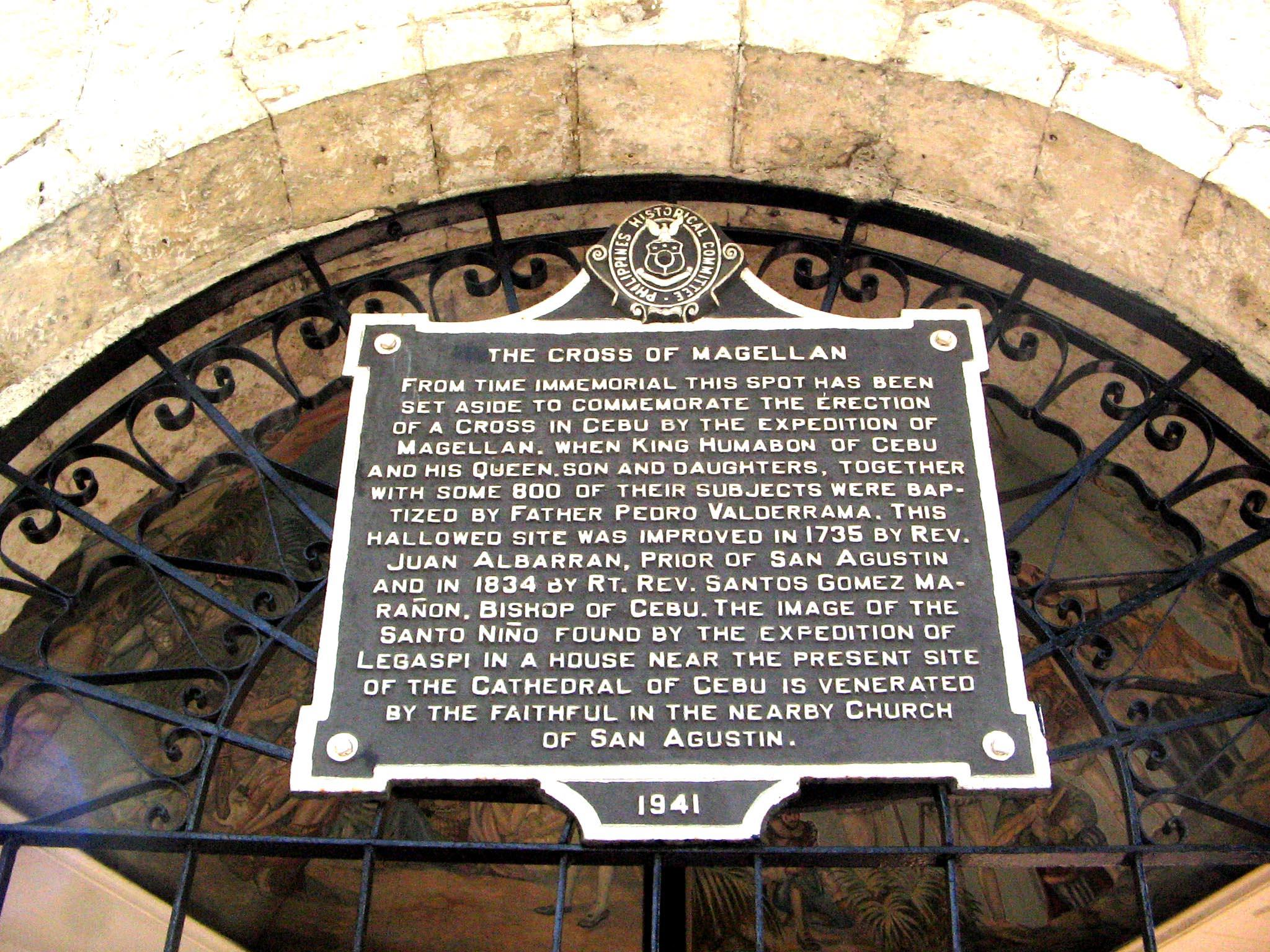
Notes à l'entrée de la chapelle.
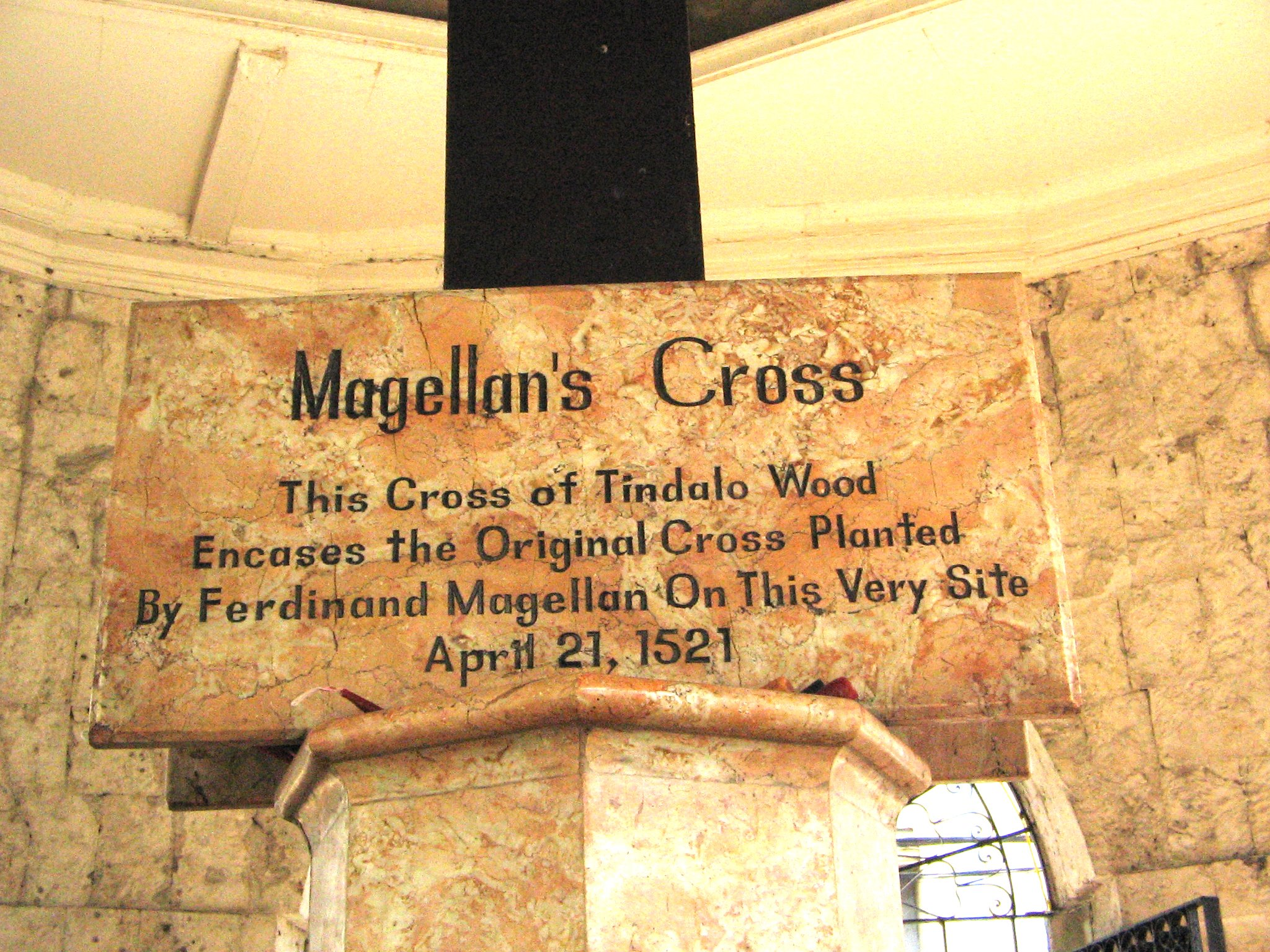
Notes au pied de la croix.